# 第22回シカゴ映画批評家協会賞
22nd CFCA Awards

2009年12月21日

作品賞: 

 ハート・ロッカー 
第22回シカゴ映画批評家協会賞は、シカゴ映画批評家協会が2009年の映画に贈る映画賞である。2009年12月21日に受賞結果が発表された

## 受賞とノミネート一覧
太字が受賞。

### 主演男優賞
- ジェレミー・レナー – 『ハート・ロッカー』
  - ジェフ・ブリッジス – 『クレイジー・ハート』
  - ジョージ・クルーニー – 『マイレージ、マイライフ』
  - マット・デイモン – 『インフォーマント!』
  - マイケル・スタールバーグ – 『シリアスマン』

### 主演女優賞
- キャリー・マリガン – 『17歳の肖像』
  - アビー・コーニッシュ – 『ブライト・スター いちばん美しい恋の詩』
  - マーヤ・ルドルフ – 『お家をさがそう』
  - ガボレイ・シディベ – 『プレシャス』
  - メリル・ストリープ – 『ジュリー&ジュリア』

### アニメ映画賞
- 『カールじいさんの空飛ぶ家』
  - 『コララインとボタンの魔女』
  - 『ファンタスティック Mr.FOX』
  - 『崖の上のポニョ』
  - 『プリンセスと魔法のキス』

### 撮影賞
- 『ハート・ロッカー』 – バリー・アクロイド
  - 『アバター』 – マウロ・フィオーレ
  - 『ブライト・スター いちばん美しい恋の詩』 – グレッグ・フレイザー
  - 『イングロリアス・バスターズ』 – ロバート・リチャードソン
  - 『かいじゅうたちのいるところ』 – ランス・アコード

### 監督賞
- キャスリン・ビグロー – 『ハート・ロッカー』
  - ジョエル&イーサン・コエーン – 『シリアスマン』
  - スパイク・ジョーンズ – 『かいじゅうたちのいるところ』
  - ジェイソン・ライトマン – 『マイレージ、マイライフ』
  - クエンティン・タランティーノ – 『イングロリアス・バスターズ』

### ドキュメンタリー映画賞
- 『アンヴィル! 夢を諦めきれない男たち』
  - 『キャピタリズム〜マネーは踊る〜』
  - 『ザ・コーヴ』
  - 『フード・インク』
  - 『マイク・タイソン THE MOVE』

### 作品賞
- 『ハート・ロッカー』
  - 『イングロリアス・バスターズ』
  - 『シリアスマン』
  - 『マイレージ、マイライフ』
  - 『かいじゅうたちのいるところ』

### 外国語映画賞
- 『白いリボン』,  ドイツ
  - 『抱擁のかけら』,  スペイン
  - 『レッドクリフ』,  中国/ 香港
  - 『闇の列車、光の旅』,  スペイン
  - 『夏時間の庭』,  フランス

### 作曲賞
- 『カールじいさんの空飛ぶ家』 – マイケル・ジアッキーノ
  - 『アバター』 – ジェームズ・ホーナー
  - 『ファンタスティック Mr.FOX』 – アレクサンドル・デスプラ
  - 『インフォーマント!』 – マーヴィン・ハムリッシュ
  - 『かいじゅうたちのいるところ』 – カーター・バーウェル、カレンO

### 脚色賞
- 『マイレージ、マイライフ』 – ジェイソン・ライトマン、シェルドン・ターナー
  - 『17歳の肖像』 – ニック・ホーンビィ
  - In the Loop – ジェシー・アームストロング、サイモン・ブラックウェル、アーマンド・イヌアッチ、トニー・ローチ
  - 『インフォーマント!』 – スコット・Z・バーンズ
  - 『かいじゅうたちのいるところ』 – スパイク・ジョーンズ、デイヴ・エガーズ

### オリジナル脚本賞
- 『ハート・ロッカー』 – マーク・ボール
  - 『お家をさがそう』 – デイヴ・エッガース、ヴェンデラ・ヴィーダ
  - 『イングロリアス・バスターズ』 – クエンティン・タランティーノ
  - 『シリアスマン』 – ジョエル&イーサン・コーエン
  - 『カールじいさんの空飛ぶ家』 – ボブ・ピーターソン

### 助演男優賞
- クリストフ・ヴァルツ – 『イングロリアス・バスターズ』
  - ピーター・キャパルディ – In the Loop
  - ウディ・ハレルソン – 『メッセンジャー』
  - クリスチャン・マッケイ – 『僕と彼女とオーソン・ウェルズ』
  - スタンリー・トゥッチ – 『ラブリーボーン』

### 助演女優賞
- モニーク – 『プレシャス』
  - ヴェラ・ファーミガ – 『マイレージ、マイライフ』
  - アナ・ケンドリック – 『マイレージ、マイライフ』
  - ジュリアン・ムーア – 『シングルマン』
  - ナタリー・ポートマン – 『マイ・ブラザー』

### 有望映画製作者賞
- ニール・ブロムカンプ – 『第9地区』
  - スコット・クーパー – 『クレイジー・ハート』
  - キャリー・フクナガ – 『闇の列車、光の旅』
  - ダンカン・ジョーンズ – 『月に囚われた男』
  - マーク・ウェブ – 『(500)日のサマー』

### 有望俳優賞
- キャリー・マリガン – 『17歳の肖像』
  - シャールト・コプリー – 『第9地区』
  - クリスチャン・マッケイ – 『僕と彼女とオーソン・ウェルズ』
  - マックス・レコーズ – 『かいじゅうたちのいるところ』
  - ガボレイ・シディベ – 『プレシャス』